# Brentuximab védotine
Le brentuximab védotine est la combinaison d'un anticorps monoclonal dirigé contre le CD30 et un antimitotique, permettant ce dernier d'agir spécifiquement sur la cellule porteuse du CD30.

## Efficacité
Dans le lymphome anaplasique à grandes cellules récidivant ou résistant, il permet d'obtenir une rémission complète dans plus d'un cas sur deux. Il est actif dans environ 40 % des lymphome non hodgkinien à cellules T, même en l'absence de CD30 détectable. Une version modifiée du CHOP comprenant du brentuximab védotine permet de doubler la durée de rémission par rapport à une chimiothérapie classique dans les formes dites « CD30 + ».
Dans la maladie de Hodgkin de stade III ou IV, il permet, en association avec une chimiothérapie classique, une survie allongée chez l'adulte et de diminuer le risque de survenue d'événements graves chez l'enfant.

## Mécanisme d'action
La molécule va reconnaître le marqueur tumoral CD30 par l'anticorps anti-CD30 (Brentuximab), il va y avoir fixation de la molécule à la cellule tumorale. À partir de là, il y a une prise en charge par les lysosomes, et intégration en intracellulaire. Dans les lysosomes, on retrouve des protéases tumorales qui vont dégrader, couper les liaisons (notamment au niveau des chaînes linker). On va avoir une coupure au niveau d'un amide libérant la védotine au niveau du noyau, puis effet cytotoxique poison du fuseau.

## Effets indésirables
- Métabolisation hépatique donc libération de métabolites au niveau du foie pouvant parfois entraîner une hépatotoxicité.
- Toxicité : neurologique périphérique, hématologique.
- Gastrologique : constipation, vomissements.